# Urairat Soimee
Urairat Soimee (1968 - mayo 2006) fue una mujer tailandesa víctima de trata de blancas en Japón. 
Nació en el distrito de Lom Sak en Phetchabun (Tailandia); pero fue vendida a miembros de la mafia japonesa. Vivió en Yokkaichi, una ciudad de la prefectura de Mie (Japón), donde se vio forzada a ejercer la prostitución. 
Fue encarcelada por asesinato durante varios años en una prisión japonesa hasta que fue puesta en libertad en septiembre de 2005 debido a que desarrolló una forma terminal de cáncer ovárico.
Se le permitió volver a su ciudad de crianza en Tailandia, para pasar sus últimos días en familia.
Al retornar a Tailandia, Soimee entabló un juicio civil contra sus traficantes, lo cual fue el primer juicio civil de este tipo en ese país. Sin embargo, ella murió en mayo del 2006 a los 38 años, antes de que el caso fuera juzgado. Su madre adoptiva ha dicho que ella continuará el juicio.

## Antecedentes
Urairat Soimee nació en el distrito de Lom Sak en Phetchabun (Tailandia). Tenía tres hijos y vivía con su marido, que estaba paralítico debido a un accidente automovilístico. Como muchas mujeres en su pueblo, ella era muy pobre y tenía poca educación convencional. Era conocida con el apodo de Bua, que en tailandés significa "flor del loto". Urairat fue reclutada para trabajar en Japón por una vecina rica, Patama Kosaka, quien era amiga de infancia de la madre de Urairat. Kosaka dijo que estaba casada con un japonés y que era dueña de un restaurante tailandés en Japón, y que quería que Urairat trabajara allí como camarera. Urairat no tenía radio ni televisor, y por lo tanto no estaba enterada de los muchos casos de mujeres que eran estafadas en Tailandia o forzadas a trabajar como prostitutas en el exterior.

## La prostitución forzada en Japón
Urairat llegó a Japón en el año 2000. Una mujer tailandesa llamada Dao y su marido la llevaron a Yokkaichi, una prefectura de Mie, donde le dijeron que ella tendría que trabajar como prostituta. Cuando ella protestó, le dijeron que si ella no se conformaba, la venderían a un burdel en una isla y sería lanzada al mar si trataba de escaparse. Le dijeron que podría regresar a Tailandia en cinco meses, apenas pagara su deuda de viaje. Durante este tiempo, la encerraron en un apartamento con otras esclavas tailandesas, y conducida por Dao a los cuartos de hotel para atender a sus clientes de tres a seis veces por día. Ella era forzada a tener relaciones sexuales con clientes incluso mientras estaba menstruando, e incluso después de contraer una dolorosa ETS (enfermedad de transmisión sexual).
Sin embargo, al final de cinco meses, Dao rechazó liberarla, pretextando que la habían vendido a otro grupo mafioso Yakuza por lo cual su deuda había aumentado. En consecuencia, Urairat se puso en contacto con otros dos tailandeses, Pranee, esclavo sexual como ella y un amigo para planear su fuga.

## Escape y encarcelación
Las circunstancias del asesinato de Dao y el escape de Urairat son pocos claros. En una entrevista con el Bangkok Post, Urairat dijo que un amigo tailandés, Boon, fue al apartamento y la ayudó a escaparse, y Boon finalmente mató a Dao para que Dao no fuera al Yakuza. Sin embargo, Kyodo, la agencia de noticias, dijo que las fiscales japoneses acusaban a Urairat del robo y asesinato de Dao rompiéndole una botella en la cabeza. 
A pesar de las protestas de organizaciones de derechos humanos, Boon fue condenado a 10 años de prisión por su complicidad en el asesinato, y Urairat fue condenada a siete años. 
Mientras estaba en prisión, ella desarrolló una forma terminal de cáncer ovárico y fue repatriada en custodia para pasar sus últimos días con su familia en Tailandia.

## El pleito y los días finales
Una corte criminal tailandesa condenó a Patama, a ambos padres de Urairat, y a los tres traficantes que engañaron a Urairat y Pranee para viajar a Japón, a 13 años de prisión. Urairat también entabló un juicio civil por 4,6 millones de baths contra los tres, lo cual fue el primer juicio civil de este tipo en Tailandia. 
Sin embargo, Urairat murió en mayo del 2006 antes de que su caso fuera juzgado. Su madre adoptiva, Lamyai Kaewkerd, ha prometido continuar su juicio civil en la corte.
Después de su vuelta a Tailandia, Urairat se convirtió en una fuerte voz contra el tráfico de seres humanos, conduciendo una campaña que impulsó a otras víctimas a hablar de sus experiencias. 
En marzo del 2006 (durante el Día Internacional de la Mujer) ganó un premio del Ministerio de Desarrollo Social y la Seguridad Humana de Tailandia por su trabajo en la lucha contra el tráfico de seres humanos. 

Mi deseo es que el gobierno y resistan contra las organizaciones traficantes de seres humanos, de la misma manera en que se trabaja contra las drogas. Ojalá que éste, mi último deseo, se satisfaga. No es solamente un regalo para mí, sino también para las mujeres en general, porque ellas no deben vivir una experiencia tan horrible como la mía